# 科梅里奧
科梅里奧是波多黎各的城鎮，位於該島中東部，始建於1826年6月12日，面積73平方公里，主要經濟活動有農業，2010年人口20,778，人口密度每平方公里280人。

## 外部連結
- The History of Tobacco Cultivation in Puerto Rico, 1899--1940. By Teresita A. Levy （页面存档备份，存于）
- Municipality Information (in Spanish) （页面存档备份，存于）
- Municipality Website (in Spanish)
- Comerio entry at welcome.topuertorico.org （页面存档备份，存于）
- Comerío, Puerto Rico (by Raphael Angelo) （页面存档备份，存于）